# Campeonato Brasileiro de Beisebol de 2006

## Fase classificatória

### Grupo A
- 21 de outubro
- J01 Guarulhos 1 x 7 Nip.Blue Jays - Dragons
- J02 Dragons 2 x 5 Anhanguera - Dragons

- 22 de outubro
- J03 Dragons 11 x 7 Guarulhos - Dragons
- J04 Nip.Blue Jays 4 x 5 Anhanguera - Dragons

- 28 de outubro
- J05 Nip.Blue Jays 12 x 0 Dragons - Itaquá
- J06 Anhanguera 11 x 6 Guarulhos - Itaquá

### Grupo B
- 21 de outubro
- J07 Gigante 5 x 2 Shida - Gigante
- J08 Indaiatuba 2 x 6 Coopercotia - Gigante

- 22 de outubro
- J09 Indaiatuba 4 x 15 Gigante - Coopercotia
- J10 Shida 2 x 15 Coopercotia - Coopercotia

- 28 de outubro
- J11 Shida 4 x 9 Indaiatuba - Gigante
- J12 Coopercotia 3 x 1 Gigante - Gigante

### Grupo C
- 21 de outubro
- J13 Gecebs 3 x 9 São Paulo - Atibaia
- J14 Suzano 1 x 2 Atibaia - Atibaia

- 22 de outubro
- J15 Suzano 4 x 7 Gecebs - Gecebs
- J16 São Paulo 3 x 6 Atibaia - Gecebs

- 28 de outubro
- J17 São Paulo 2 x 0 Suzano - Gecebs
- J18 Atibaia 12 x 1 Gecebs - Gecebs

### Grupo D
- 21 de outubro
- J19 Pr. Prudente 18 x 1 Cuiabá - Cpo.Grande
- J20 Campo Grande 1 x 7 CP.Estradas de Ferro - Cpo.Grande
- J21 Campo Grande 2 x 7 Pr. Prudente - Cpo.Grande
- J22 Cuiabá 0 x 10 CP.Estradas de Ferro - Cpo.Grande

- 22 de outubro
- J23 Cuiabá 2 x 14 Campo Grande - Cpo.Grande
- J24 CP.Estradas de Ferro 5 x 1 Pr. Prudente - Cpo.Grande

## Fase final

### Grupo E
- 11 de novembro
- J25 Presidente Prudente 3 x 4 Anhanguera - Yakult
- J26 Dourados 11 x 4 Presidente Prudente - Yakult

- 12 de novembro
- J27 Anhanguera 1 x 0 CP.Estradas de Ferro - Yakult

### Grupo F
- 11 de novembro
- J28 Nippon Blue Jays 12 x 0 Coopercotia - Yakult
- J29 Atibaia 5 x 3 Coopercotia - Yakult

- 12 de novembro
- J30 Nippon Blue Jays 4 x 5 Atibaia - Yakult

## Final
- 12 de novembro
- J31 Anhanguera 3 x 5 Atibaia - Yakult